# Чжэнь-у
Чжэ́нь-у (кит. упр. 真武, пиньинь Zhēn Wǔ, палл.) — даосское божество, известное как Истинный Воин, или Совершенный Воин, относится к периоду Сражающихся царств (475—221 гг.) и Империи Хань (206 г. до н. э. — 220 г. н. э.). Тогда это божество было известно под именем Сюань-у, Тёмный Воин, которое сохранялось вплоть до X века. Сюань-у имел зооморфный вид, его изображали в виде черепахи, которую обвивает змея.
Со временем произошло слияние образа Сюань-у с образом Черного государя (Хэй-ди, 黑帝) — в древнекитайской мифологии — Владыкой Севера, одного из пяти небесных государей У ди. Предположительно, именно это послужило тому, что божество Сюань-у приобрело антропоморфные черты в VI веке. Существует антропоморфное изображение на стенописи, на которой Сюань-у представлен с мечом, в придворных одеждах и с завязанными волосами. Он сидит на черепахе, которую обвивает змея.

## Превращение Сюань-у в Чжэнь-у
В период Северной Сун (960—1126 гг.) культ Сюань-у, который вскоре стал именоваться Чжэнь-у, поддерживался на государственном уровне. Его поддерживал император Чжэнь-цзун (真宗, 998—1022 гг.), который был убежденным сторонником даосизма. Сюань-у был переименован в 1012 году в связи с практикой табуирования имен, так как знак сюань 玄 входил в личное имя предка императора — Чжао Сюань-лана. Чжэнь-цзун построил храм в честь Чжэнь-у в столице Баньлян 汴梁, ныне Кайфын в провинции Хэнань. Это произошло в 1017 году, после того, как, согласно легенде, на месте чудесного появления змеи и черепахи возник родник.
После смерти Чжэнь-цзуна культ Чжэнь-у продолжает поддерживать его преемник Жэнь-цзун (仁宗, 1023—1063 гг.). Храм, построенный Чжэнь-цзуном был разрушен во время пожара, и новый император, сохраняя преданность Чжэнь-у, в 1055 году восстановил его. Источники также подтверждают, что Жэнь-цзун верил в то, что Чжэнь-у излечил его. Основная роль божества Чжэнь-у заключалась в защите государства.
Период правления другого сунского императора Хуэй-цзуна (徽宗 ,1101-1125 гг.) связывают с тем, что по его инициативе Чжэнь-у был дарован титул Совершенномудрого Помощника (Ю-шэн, 佑聖) в 1108 году. Из биографии императора также известно, что он, заручившись поддержкой даосского придворного советника, желал предстать перед Чжэнь-у, чему способствовало множество благоприятных предзнаменований во время его правления. В 1105 году Чжэнь-у впервые явил себя Хуэй-цзуну. На основании этого явления сохранились описания Чжэнь-у: «Небо неожиданно потемнело, раздались раскаты грома, и среди сверкающих молний появились чудовищные фигуры змеи и черепахи. Пав ниц, Хуэй-цзун стал молить божество явить свой облик, доступный восприятию смертных. И тогда перед ним возникла гигантская фигура человека с распущенными, развевающимися по ветру длинными волосами, облаченного в черное платье, спускающееся до самой земли, с мечом в руке, с босыми ногами.»
Согласно этому описанию Чжэнь-у будет в дальнейшем изображаться на стенописях, свитках и гравюрах. Данный образ станет основным на протяжении всей истории развития иконографии Чжэнь-у. Антропоморфное представление выходит на первый план, тогда как черепаха и змея выступают уже в роли спутников-посредников божества Чжэнь-у.

## Чжэнь-у в период Тангутского Царства и Южной Сун
В середине X века, в эпоху Северной Сун Чжэнь-у был включен в даосский пантеон в число Небесных Генералов (Сы-шэн, 四聖). В течение столетия отдельные храмы и посвященные ему часовни располагались в столице Северной Сун, во внутренних районах и на приграничных территориях. Практики почитания Чжэнь-у стали хорошо развиты: адепты хранили его изображения в домах и в храмах, организовывали ритуалы и парады.
Тангутское царство (1038—1227 гг.) контролировало северную часть Китая. К этому периоду относятся два шелковых свитка с изображением божества, найденных в пагоде Великого Будды в Нинся. Они являются единственными изображениями XI—XII веков Чжэнь-у, дошедшими до наших времен. Основные характерные черты, такие как длинные волосы, меч в руках, черные одежды, броня и босые ноги делают образ узнаваемым. Появление Чжэнь-у в буддийских интерпретациях говорит о том, что его популярность уже вышла за пределы религиозных границ даосизма и буддизма.
В эпоху Южной Сун (1127—1279 гг.) государственное почитание Чжэнь-у находит отражение в строительстве храмов, посвященным ему и присуждении ему новых титулов. Император Сяо-цзун (孝宗, 1163—1189 гг.) преобразовал свою резиденцию в храм Чжэнь-у и назвал его монастырем Совершенномудрого Помощника (Юшэн гуань, 佑聖觀). Императоры Нин-цзун (寧宗, 1195—1224 гг.) и Ли-цзун (理宗, 1224—1264 гг.) дали Чжэнь-у несколько титулов: Северный полюс (Бэй-цзи, 北極), Богатый и Добродетельный (Фу-дэ, 福 德), Янь-цин 衍 慶 (Вечный праздник), Человеколюбивая помощь (Жэнь-цзи, 仁濟) и Правильный и Величественный (Чжэнь-ле, 正 列). Ли-цзун также распорядился построить храм и возвести монумент в честь божества.

## Чжэнь-у в эпоху династии Юань
Пришедшие императоры династии Юань (1271—1368 гг.) почитали тибетский буддизм и покровительствовали буддийским божествам. К этому времени даосское влияние при дворе значительно ослабло, по сравнению с предшествующей эпохой Сун. Споры, возникшие у даосов с буддистами при монгольском дворе в 1258 и 1281 годах, привели к тому, что многие даосские изображения и книги были уничтожены. Полемика утихла с приходом к власти императора Чэн-цзуна (成宗, 1294—1307 гг.). Он видел в Чжэнь-у защитника и покровителя империи из-за присвоенных ему боевых качеств. Некоторые монгольские правители также поддерживали этот культ, предоставляя Чжэнь-у титулы и строя ему храмы. К этому периоду относится упоминание Чжэн-цзуном священной горы Уданшань, которая, по его мнению, является благоприятным местом для проведения ритуалов и обрядов в честь Чжэнь-у. Горы Уданшань находятся на территории современной провинции Хубэй и занимают площадь 312 км². На протяжении всей эпохи Юань на территории гор строились даосские монастыри и храмы, а также скиты и кумирни. Однако в результате смут и войн многие постройки были разрушены и не дошли до наших дней.

## Чжэнь-у в период Минской империи
В эпоху Мин (1368—1644 гг.) поклонение Чжэнь-у достигло своего пика. Первый минский император Тай-цзу (太祖, 1368—1398 гг.) верил, что это божество помогло ему в некоторых военных кампаниях, которые привели к захвату страны и установлению новой власти. Последующие правители также приписывали Чжэнь-у помощь в восхождении на престол и полагали, что поддержка божества была существенной для поддержания их господства. Чтобы выразить свою благодарность за поддержку императоры давали распоряжения строить храмы. Один из важных духовных центров поклонения Чжэнь-у расположился на горе Уданшань, который был восстановлен со времен Юань третьим императором Мин — Чэн-цзу (成祖, 1403—1424 гг.), правившим под девизом «Вечная радость» (Юнлэ, 永 樂). Чэн-цзу, как и его предшественники, верил в магические свойства Чжэнь-у в военных кампаниях и поэтому велел развернуть реставрацию и строительство комплекса даосских монастырей на территории Уданшань в честь этого божества, которое помогло ему стать императором. В действительности строительство храмов в честь Чжэнь-у было прагматичным шагом к завоеванию доверия подданных. Чэн-цзу переименовал Уданшань в Тайхэшань (гора Высшей Гармонии, 太和山). С 1412 по 1424 годы на горе Уданшань было построено 9 храмов, 9 монастырей, 36 скитов и 72 кумирни, а также мосты, башни и беседки, которые образуют 33 архитектурных ансамбля. Весь архитектурный комплекс растянулся на 80 км. Согласно источникам минской эпохи, Чжэнь-у не раз видели на горе Уданшань во время строительства архитектурных ансамблей. Это могло означать, что он одобряет действия императоров. В свою очередь императоры использовали эти истории в государственных целях: для поддержания собственного авторитета.

## Особенность образа Чжэнь-у
Особенность образа Чжэнь-у, изображаемого на фресках, стенописях и шелковых свитках — босые ноги. Если рассматривать его с точки зрения даосской традиции, то можно провести аналогию между божеством Чжэнь-у и образами бессмертных-сянь. Согласно исследованиям, распущенные волосы и босые ноги, что также является и атрибутами сянь, указывают на свободу от мирской суеты. Такое описание совпадает с биографией божества Чжэнь-у, которое тоже является бессмертным. Также поскольку ранние изображения относятся к периоду буддийского влияния, образ Будды нашел отражение в изображении Чжэнь-у.
Архитектурные сооружения на горе Уданшань имеют непосредственное отношение к биографии Чжэнь-у. В период Юнлэ считали, что Чжэнь-у — это 82 реинкарнация Лао-цзы, который был послан на Уданшань по велению Нефритового Императора. Чжэнь-у был сыном правителя страны Чистой Радости (Цзинлэго, 淨樂國), который родился после того, как жена правителя проглотила солнечный луч во сне. Сын появился на свет через 14 месяцев, и вместо того, чтобы стать наследником престола, он захотел посвятить свою жизнь служению Нефритовому Императору и самосовершенствованию. Чжэнь-у провел 42 года отшельником на горе Уданшань, после чего поднялся в небо, став тем самым бессмертным. Нефритовый Император велел ему быть владыкой Севера и бороться с злыми духами в Поднебесной . Эта легенда также напоминает историю Будды Шакьямуни.